# Gonzar
Gonzar, frazione di Portomarín, è un villaggio della Spagna nord-occidentale, che si trova comunità autonoma della Galizia.
Il villaggio è attraversato dal Camino Francés, a circa 81,5 km da Santiago di Compostela